# 티엔푹
티엔푹(베트남어: Thiên Phúc / 天福 천복 / 980년 7월 ~ 989년 1월)은 베트남 전 레 왕조(前黎朝) 초대 황제 대행제(大行帝) 레호안(黎桓)의 첫번째 연호이다.

## 개원
- 딘 왕조(丁朝) 타이빈(太平) 11년 7월 6일[1](980년 8월 19일)에 전 레 왕조 개창 후, 연호를 티엔푹(天福)으로 건원함.[2][3]

- 티엔푹(天福) 10년(989년) 1월에 연호를 흥통(興統)으로 개원함.[2]

## 연대 대조표
| 티엔푹     | 원년       | 2년        | 3년        | 4년        | 5년        | 6년        | 7년        | 8년        | 9년        | 10년       |
| 서기(西紀) | 980년      | 981년      | 982년      | 983년      | 984년      | 985년      | 986년      | 987년      | 988년      | 989년      |
| 간지(干支) | 경진(庚辰) | 신사(辛巳) | 임오(壬午) | 계미(癸未) | 갑신(甲申) | 을유(乙酉) | 병술(丙戌) | 정해(丁亥) | 무자(戊子) | 기축(己丑) |

## 동시대 연호

### 중국
북송(北宋)
- 태평흥국(太平興國) (976년 ~ 984년)
- 옹희(雍熙) (984년 ~ 988년)
- 단공(端拱) (988년 ~ 989년)

요(遼)
- 건형(乾亨) (979년 ~ 983년)
- 통화(統和) (983년 ~ 1012년)

대리국(大理國)
- 명정(明政) (969년 ~ 985년)
- 광명(廣明) (986년 ~ 988년)
- 명성(明聖) (989년 ~ 991년)

호탄 왕국(于闐國)
- 중흥(中興) (978년 ~ 985년)
- 천흥(天興) (986년 ~ 999년)

### 일본
- 덴겐(天元) (978년 ~ 983년)
- 에이간(永観) (983년 ~ 985년)
- 간나(寛和) (985년 ~ 987년)
- 에이엔(永延) (987년 ~ 989년)